# Nordijske igre
Nordijske igre  su bile sportska manifestacija orijentirana primarno zimskim sportovima. 
Održavale su se u periodu od 1901. do 1926. godine, i to svakih 4 do 5 godina. Iako je ideja bila organizacija internacionalnih igara, održavane su uglavnom u Švedskoj, a i natjecatelji su uglavnom bili iz Švedske i drugih skandinavskih zemalja. Na tim igrama su se odvijala natjecanja u zimskim sportovima kao što su skijaški skokovi, hokej na ledu, curling iako su povremeno bili pristuni i 'ljetni' sportovi kao što je plivanje. Nordijske igre su u mnogo čemu bile preteča Zimskih olimpijskih igara.